# Manoir de Colomby-sur-Thaon
Le manoir de Colomby-sur-Thaon est un édifice situé à Colomby-Anguerny, en France.

## Localisation
Le monument est situé dans le département français du Calvados, dans le bourg de Colomby-sur-Thaon, commune déléguée de la commune de Colomby-Anguerny.

## Architecture
La cheminée du XVIe siècle dans le salon, provenant du château de Rubercy, est classée au titre des Monuments historiques depuis le 13 juin 1942.